# Grauholz
Das Grauholz ist ein bewaldeter Hügelzug zwischen Schönbühl und Ittigen, nahe der Stadt Bern in der Schweiz. Es ist bekannt für die Schlacht am Grauholz (1798) sowie für seine verkehrstechnische Lage mit einem Autobahnabschnitt und einem Eisenbahntunnel.

## Lage
Das Grauholz erstreckt sich auf einer Länge von ca. 4,5 km von West-Südwest nach Ost-Nordost. Es umfasst Teile der Gemeinden Urtenen-Schönbühl, Mattstetten, Bäriswil und Bolligen. Im Südwesten grenzen zudem die Gemeinden Ittigen (auf deren Gebiet die Autobahnraststätte Grauholz liegt) und Zollikofen direkt ans Grauholz.
Höchster Punkt des Grauholz ist der Schwarzchopf mit 820 m ü. M. Südöstlich des Grauholz befindet sich der Bantiger; getrennt werden die beiden Hügel durch das Tälchen, welches Ittigen mit Krauchthal verbindet. Am Nordwestfuss befindet sich ein leichter Einschnitt, durch den die Autobahn führt, welche das Grauholz von einem weiteren, zwischen Schönbühl und Zollikofen gelegenen Waldstück trennt.

## Historische Bedeutung
Bei der Schlacht am Grauholz am 5. März 1798 unterlagen die bernischen Truppen den Franzosen. Dies besiegelte den Untergang des Ancien Régime in Bern und in der Schweiz. 1886 wurde das Grauholzdenkmal eingeweiht, welches an die Schlacht erinnert. Es befindet sich auf einer leichten Erhebung zwischen Schönbühl und Moosseedorf und ist von der Autobahn aus gut sichtbar.

## Verkehrstechnische Bedeutung
Am Fuss des Grauholz befindet sich einer der ältesten Autobahnabschnitte der Schweiz. Er wurde am 10. Mai 1962 eröffnet und dient der Entlastung der Strasse durch Zollikofen. Die Autobahn führt am Fuss des Grauholz durch einen leichten Einschnitt. Zwischen den Verzweigungen Schönbühl und Wankdorf muss sie sowohl den Verkehr der A1 (der wichtigsten Ost-West-Achse der Schweiz) als auch der A6 (der wichtigsten Nord-Süd-Achse des Kantons Bern) aufnehmen und ist deshalb sehr stark befahren. Lange Zeit galt der Abschnitt als Flaschenhals, weil die leichte Steigung den Schwerverkehr verlangsamt, was zu Staus führte. 1995 wurde der Abschnitt von vier auf sechs Spuren ausgebaut. Im Jahr 2011 lag die durchschnittliche Verkehrsstärke bei 100'000 Fahrzeugen pro Tag, wobei an Spitzentagen über 120'000 Fahrzeuge gemessen wurden. Zwischen Bern-Wankdorf und Schönbühl soll die A1 von sechs auf acht Spuren ausgebaut werden. 
Die alte Bahnstrecke Bern-Olten umfährt das Grauholz via das Flachland im Norden. Die Neubaustrecke Mattstetten–Rothrist führt hingegen in einem 6,3 km langen, 1995 eröffneten Tunnel unter dem Grauholz durch.

## Umgebung
In der Grauholz-Region befindet sich auch die vielbesuchte Autobahnraststätte gleichen Namens mit einem Restaurant, zweier Tankstellen, Kaffee-Bars und einem Hotel.
Das Grauholz wird ebenfalls vom im Sand und in Bern stationierten Militär zu Ausbildungs- und Übungszwecken genutzt. Besonders für das Trainieren der Lagebeurteilung und taktischer Manöver der Infanterie ist das Gelände gut geeignet.